# Kambja församling
Kambja församling (estniska: Kambja kogudus) är en församling som tillhör Tartu kontrakt inom den Estniska evangelisk-lutherska kyrkan. Församlingen omfattar hela Kambja kommun och delar av kommunerna Haaslava och Ülenurme i landskapet Tartumaa samt delar av kommunerna Kõlleste och Valgjärve i landskapet Põlvamaa.

## Större orter
- Kambja (småköping)